# Percival Prentice
Ne doit pas être confondu avec Curtiss P-40 Warhawk.
Le Percival P.40 Prentice était un avion militaire de la guerre froide. Avion d'entraînement militaire, il fut construit au Royaume-Uni par Percival Aircraft, Ltd.

## Conception
Conçu pour répondre à la spécification T.23/43 du ministère de l'Air, le Prentice a été le premier avion entièrement métallique à être produit par la Percival Aircraft Company.
Le premier des 5 prototypes le Prentice TV163 a effectué son premier vol depuis l'usine de Percival à l'aéroport de Luton, dans le Bedfordshire, le 31 mars 1946. Les premiers essais ont révélé une instabilité latérale avec un mauvais contrôle  du gouvernail et une mauvaise récupération de la vrille, ce qui a nécessité des tests approfondis avec des configurations de queue révisées. Celles-ci ont entraîné des modifications de la dérive, du gouvernail, des gouvernes de profondeur et des bouts d'ailes relevés. 
Une caractéristique de conception inhabituelle était la disposition pour trois sièges. Alors que l'instructeur et l'élève étaient équipés de doubles commandes côte à côte à l'avant, un deuxième élève est assis sur le siège arrière sans commandes pour recevoir une «expérience aérienne». Les deux élèves pouvaient communiquer avec l'instructeur. L'entraînement au vol de nuit devait être effectué à la lumière du jour au moyen d'écrans ambrés intégrés à la verrière et à l'utilisation de lunettes spéciales. Les écrans ambrés étaient repliés lorsqu'ils n'étaient pas utilisés.
La RAF a commandé un total de 455 Prentice (95 ont été annulés par la suite) ainsi qu'un nombre limité de ventes à l'exportation. Comme l'usine de Percival se concentrait sur la production du Percival Proctor et le développement du Merganser, avion de transport léger, la production de 125 avions a été sous-traitée à l'usine Blackburn Aircraft de Brough. 

## Service opérationnel

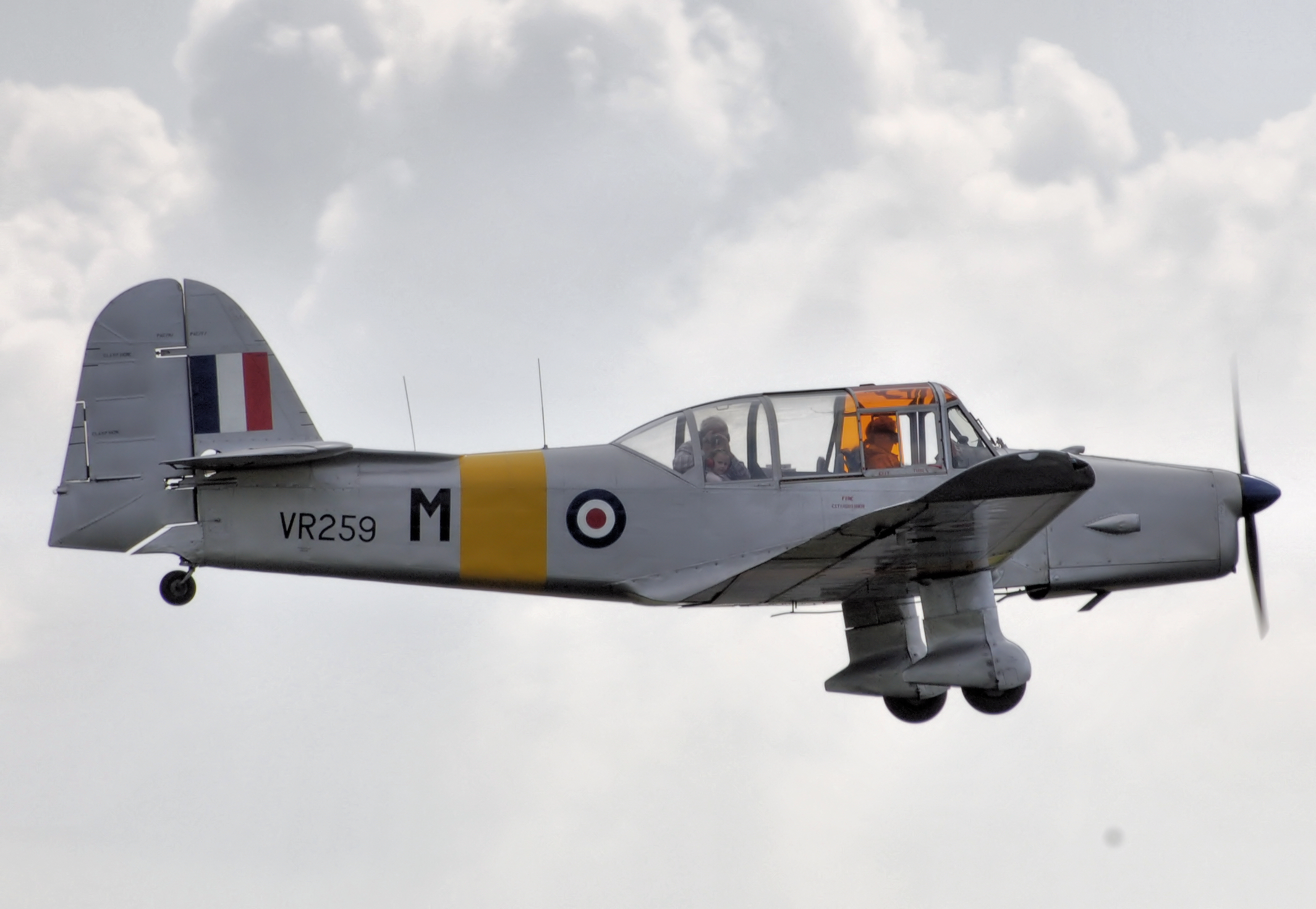
Un Percival Prentice conservé en vol d'agrément en 2007

Après ces modifications, le Prentice a été mis au service de la RAF, initialement avec les écoles de pilotage régulières (FTS), dont le RAF College, Cranwell, où ils ont remplacé les de Havilland Tiger Moth restants . Les livraisons ultérieures sont allées aux écoles de pilotage de la réserve (RFS). Il a été utilisé comme avion d'entraînement jusqu'en 1952 au RAF College où il a été remplacé par le de Havilland (Canada) Chipmunk et  fin de 1953 dans les autres écoles, lorsqu'il a été remplacé par le Percival Provost. Deux écoles de transmissions aériennes ont également exploité le type pour former des signaleurs aériens, jusqu'à ce que le dernier soit retirée de l'ASS n ° 1 à RAF Swanton Morley (en) , Norfolk, au milieu de 1956. 